# Karl Hoffmann (homme politique suisse)
Pour les articles homonymes, voir Karl Hoffmann.
Karl Hoffmann, né le 2 février 1820 à Saint-Gall (originaire de Francfort-sur-le-Main) et mort le 26 juillet 1895 dans la même ville, est une personnalité politique suisse.
Il représente le canton de Saint-Gall au Conseil des États pendant 17 ans. En 1881, il refuse son élection au Conseil fédéral.

## Biographie

### Origines et famille
Karl J. Hoffmann naît le 2 février 1820 à Saint-Gall, en Suisse orientale. Il est le fils du commerçant allemand Johann Martin Hoffmann, originaire de Francfort-sur-le-Main. Après la mort de son père, sa mère se remarie et il devient, en 1832, le beau-fils de Johann Baptist Gruber, avocat et conseiller cantonal de Saint-Gall.
Il obtient la nationalité suisse en 1844 et, un an plus tard, épouse la fille d'un industriel et conseiller cantonal de Saint-Gall, Sabine Elisabeth Steinlin. Leur fils est le futur conseiller fédéral Arthur Hoffmann.

### Études et parcours professionnel
Karl Hoffmann étudie le droit aux universités de Berne, d'Iéna et de Munich. Il exerce comme avocat à Saint-Gall de 1840 à 1891 et reprend l'étude de son beau-père.

### Parcours politique
La carrière politique de Karl Hoffmann débute en 1853 avec son élection au parlement cantonal de Saint-Gall, où il siège jusqu'en 1870, puis à nouveau de 1873 à sa mort.
Il est en outre élu au Conseil des États en 1873, en tant que candidat des démocrates radicaux (plus tard PRD). Il préside les commissions du Conseil des États chargées de l'élaboration du Code des obligations et du droit de la poursuite pour dettes et de la faillite.
À la suite du suicide de Fridolin Anderwert,, il est élu au Conseil fédéral par l'Assemblée fédérale le 22 février 1881, au premier tour par 88 voix sur 170 valables. Mais il renonce pour des raisons familiales, sa femme est malade. Il démissionne de son poste de conseiller aux États en 1891.

### Distinction
- 1883 : doctorat honoris causa de l'Université de Zurich[2]